# Приоратский дворец
Приора́тский дворец или замок — оригинальный дворец в Гатчине. Часто называется Приоратом (от фр. prieuré — «небольшой монастырь, монастырское землевладение»). Построен в 1799 году архитектором Н. А. Львовым. Название «Приоратский дворец» за Приоратом закрепилось в XX веке.

## Особенности дворца
Приоратский дворец не так роскошен, как другие дворцы пригородов Санкт-Петербурга. Известность его определяется необычной технологией строительства, оригинальным обликом, удивительным сочетанием дворца и окружающего пейзажа.
Приорат — единственное сохранившееся в России архитектурное сооружение, построенное в основном по технологии землебита: слои спрессованного суглинка проливаются известковым раствором. По этой технологии построены стены дворца, ограда, придворцовые постройки. Подпорная стена сделана из знаменитого пудостского камня, которым были выложены многие гатчинские строения. Башня дворца построена из парицкого камня.
Расположен Приорат на юго-восточном берегу Чёрного озера. Парк, в котором находится озеро, в дальнейшем также стали называть «Приоратским» (до этого он назывался «Малым Зверинцем»).

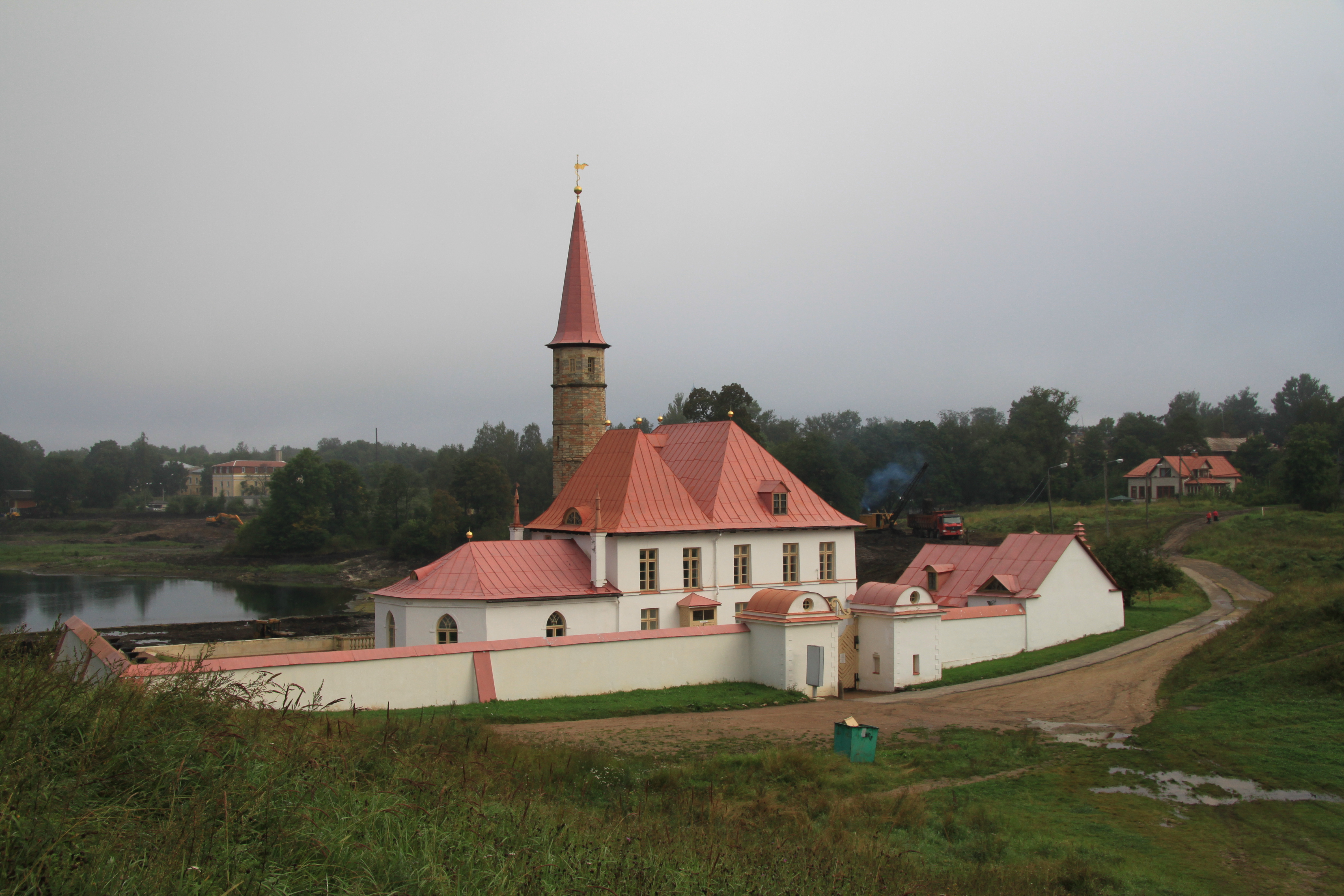
Приоратский дворец

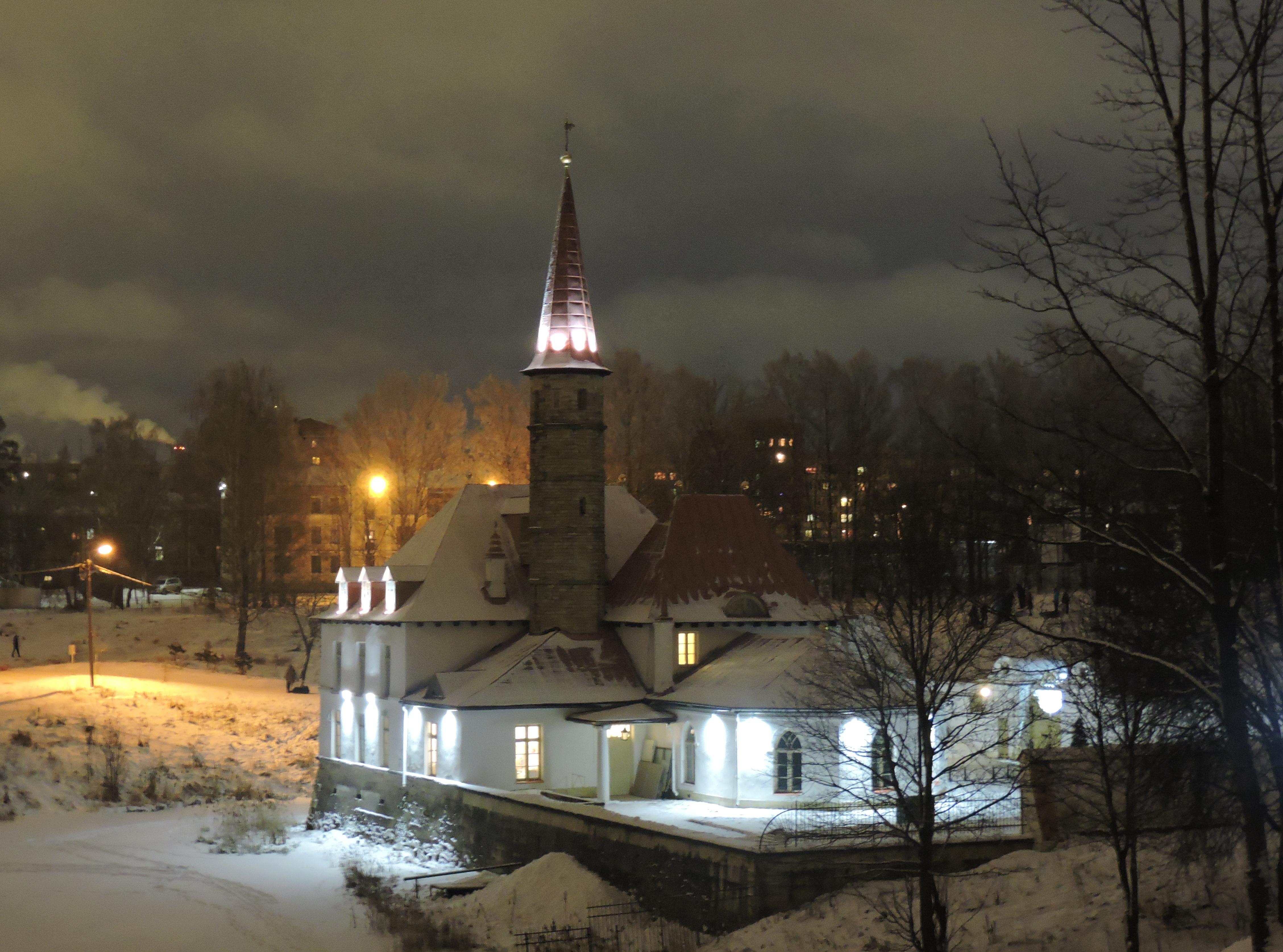
Приоратский дворец ночью

Приорат построен в стиле русского зодчества последней трети XVIII века, называемого предромантическим направлением. Сооружение представляет собой стилизацию под средневековые католические монастыри. Роль храмовой колокольни играет башня, все постройки объединены в одно целое внутренним двором и глухой оградой. Расположен Приорат, как и монастыри, в уединённом месте. Монастырский характер подчёркивается аскетичным внутренним убранством. Также Приорат напоминает средневековый замок. Некоторые детали дворца характерны для стиля классицизма. Это горизонтальные членения фасадов, потолки — главное украшение помещений дворца.

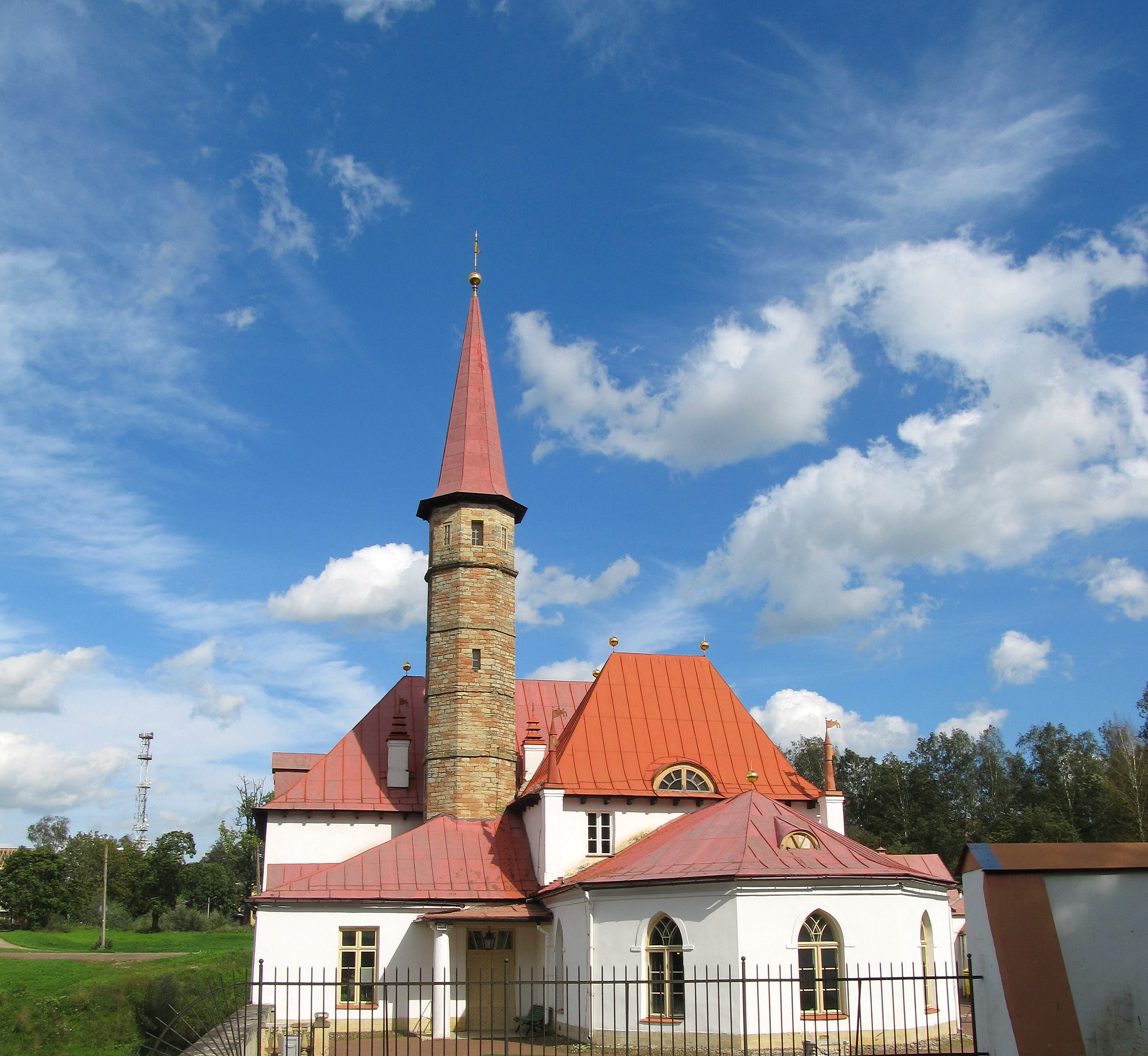
Приоратский дворец в послеобеденное время

Все исследователи отмечают точность расположения Приората, оригинальную композицию, характерный отказ от симметрии. Оригинальность Приората в том, что в нём нет повторов, каждая точка обзора нова. Со стороны Чёрного озера создается иллюзия, будто дворец расположен на острове. Подпорная стена придает дворцу черты крепости. С юга Приорат имеет сходство с готической капеллой. Северный фасад словно вырастает из воды. Со стороны главного входа — это загородная усадьба. Здание кухни выполнено в форме русской избы.

## История создания

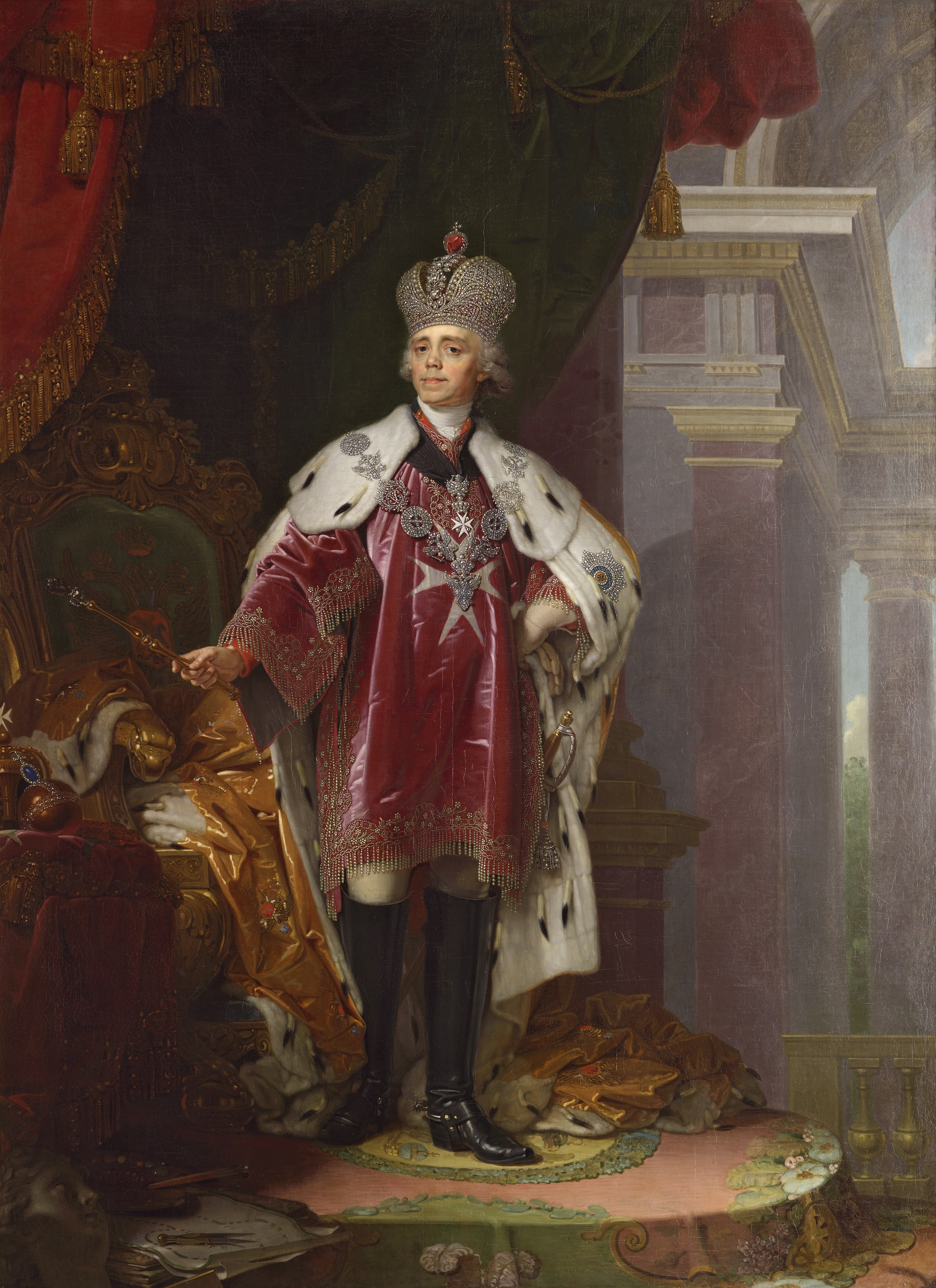
В. Л. Боровиковский: Портрет Павла I в одеянии гроссмейстера Мальтийского ордена

Создание Приората связано с историей Европы конца XVIII века. В результате Французской революции Мальтийский Орден потерял значительную часть своих владений. Орден обратился за помощью к только что вступившему на престол Павлу I. В январе 1797  года император подписал Конвенцию, согласно которой в России создавалось «Великое Приорство» Мальтийского Ордена. Для размещения администрации приорства в собственность Ордену был передан бывший Воронцовский дворец в Петербурге. Вскоре после этого Павел I решил построить летнюю резиденцию для приора Мальтийского ордена принца Конде. Местоположением дворца была избрана Гатчина — загородная резиденция Павла I.
До строительства дворца Н. А. Львов по землебитной технологии построил несколько сооружений, в том числе, в 1797 году, «хижину» для фаворитки Павла Ι Е. И. Нелидовой. Перед строительством Приората в саду Гатчинского дворца под руководством Львова был построен по землебитной технологии угол избы с фундаментом. Испытывали её на прочность придворные дамы, пытаясь проколоть зонтиками, и офицеры — стараясь разрушить палашами. Осмотрев постройку, Павел I предложил выбрать архитектору самому место и построить там Приорат.
Подготовительные работы начались осенью 1797 года. Землебитные стены дворца и дворцовых построек были возведены за три месяца: с 15 июня по 12 сентября 1798 года. Стоимость стен составила 2000 руб., в то время как стоимость аналогичных каменных стен была бы 25000 руб. Приорат был принят императором 22 августа 1799 году, а 23 августа пожалован Мальтийскому Ордену. К этому времени император Павел I был de facto уже великим магистром — главой ордена, таким образом став полноправным владельцем Приората. 12 октября 1799 года во дворце рыцарями Мальтийского ордена своему новому Великому магистру были переданы три древние реликвии госпитальеров — частица древа Креста Господня, Филермская икона Божией Матери и десница св. Иоанна Крестителя (в память об этом событии в 1800 году был установлен ныне существующий церковный праздник — Перенесение из Мальты в Гатчину части Креста Господня, Филермской иконы Божией Матери и десной руки святого Иоанна Крестителя).
В 1800 году император со своими сыновьями Александром и Константином останавливался во дворце во время манёвров.

## Дальнейшая история Приората

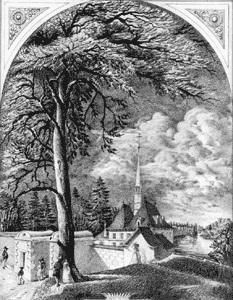
Тарас Шевченко. Приоратский дворец. Рисунок пером, 1839 год

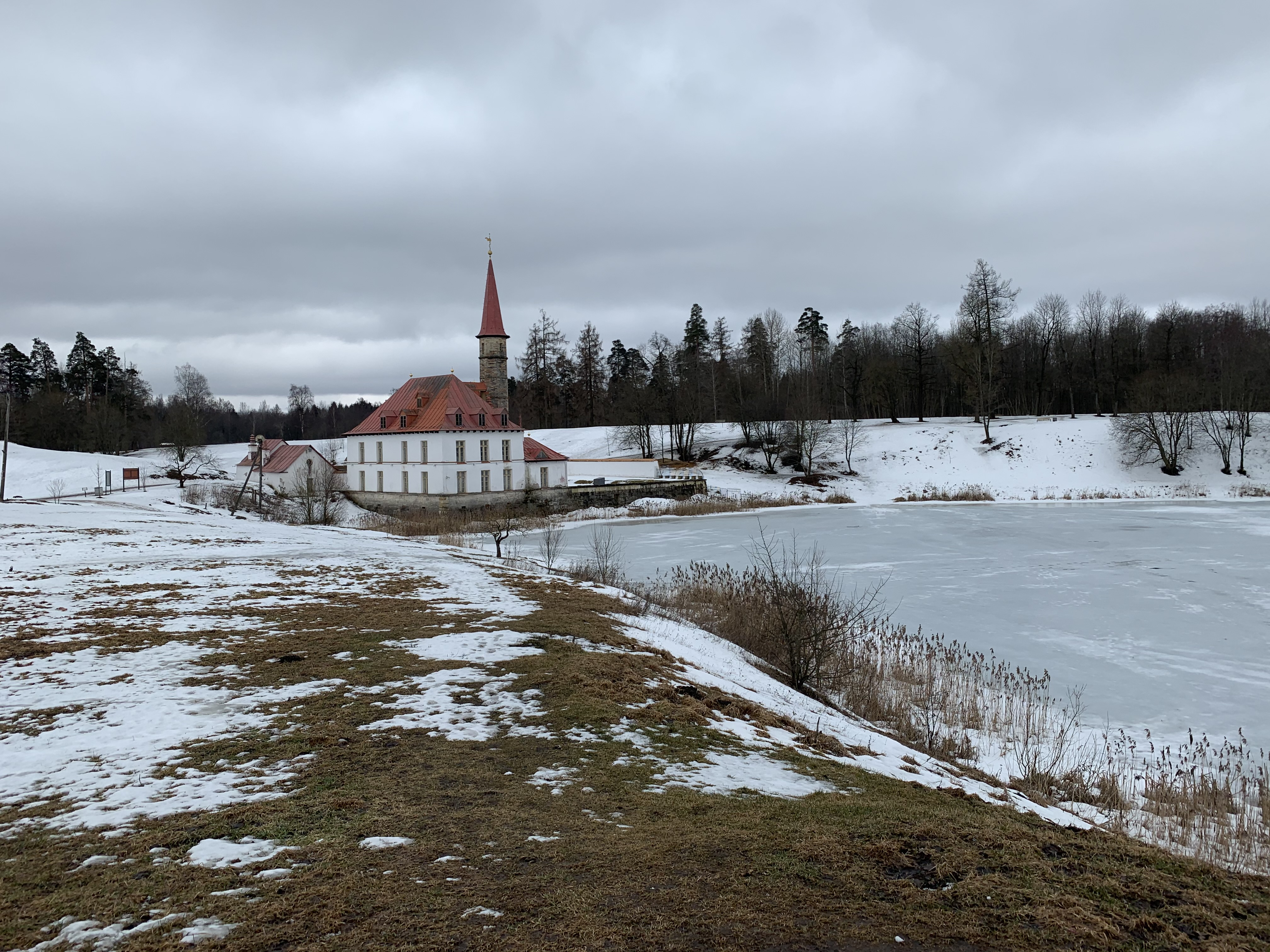
Вид на Приоратский дворец и Черное озеро

Император Александр I — протектор Ордена — передал Приорат в государственную казну. Дворцом почти не пользовались. Члены императорской семьи изредка приезжали во дворец на кратковременный отдых. В 1820-х, с разрешения императрицы Марии Фёдоровны, во дворце временно размещался лютеранский храм. В 1840-е Николай I иногда, на время манёвров, предоставлял Приорат генералитету. В Приорате состоялась первая встреча принцессы Марии Гессенской (невесты наследника престола) и Александра Николаевича (император Александр II).
Приорат запечатлели в своих картинах Т. Г. Шевченко, М. В. Добужинский и др.
После вступления на престол Александра III и переезда царской семьи в Гатчину, в Приорате решили разместить певчих Придворной капеллы. Для этих целей в 1884—1887 годах архитектором Н. В. Дмитриевым выполнен капитальный ремонт и дворец был приспособлен для круглогодичного проживания пятидесяти человек. Было реконструировано отопление, устроены водопровод и канализация, укреплены перекрытия. В дальнейшем в нём предоставлялись квартиры придворным. В Приорате проживал генерал-лейтенант Н. И. Кутепов с семьёй.
В 1913 и 1914 годах во дворце проводились различные благотворительные выставки. В годы Первой мировой войны в Приорате размещался госпиталь. После Октябрьской революции Приорат перешёл в ведение Гатчинского дворца-музея, однако музеефицирован не был. Оставшуюся в нём историческую обстановку вывезли в Большой Гатчинский дворец. В 1924 году в Приорате расположилась экскурсионная станция, с 1930 по 1940 года здесь были базы отдыха некоторых ленинградских заводов.
В годы войны Приорат уцелел, хотя были разрушены часть ограды, одна из караульных будок, снесена крыша. После войны в нём располагались сначала военно-строительная часть, затем Дом пионеров и школьников, а с 1968 года, вплоть до начала реставрации — районный краеведческий музей.
С начала 1980-х началась реставрация дворца, которая была в основном закончена к 2004 году, и дворец был открыт для посещения.

## Легенды Приората
Как и о многих подобных строениях, о Приорате существует несколько легенд. Самая известная — легенда о подземном ходе, соединявшем Приоратский дворец с Гатчинским императорским дворцом. Интересно, что во время укрепления фундамента реставраторы действительно наткнулись на подземный ход, выложенный камнем. Ход достигает высоты человеческого роста в начале и постепенно понижается. Тоннель до конца не пройден и его назначение не выяснено. Есть мнение, что тоннель является частью подземных коммуникаций Гатчины, которые пока не исследованы.

## Журнал
Название «Приорат» также носил первый гатчинский журнал, издававшийся в 1911 году, с 1990 года это же название носит гатчинская краеведческая газета, издаваемая под эгидой ВООПИиК известным гатчинским краеведом С. Л. Сковпневым.